# Lea Ackermann
Lea Ackermann (Völklingen, 2 de febrero de 1937-Tréveris, 31 de octubre de 2023) fue una religiosa católica, psicóloga, pedagoga y teóloga alemana, activista por los derechos de las mujeres.
Monja católica de las Misioneras de Nuestra Señora de África, una activista que luchaba contra el turismo sexual y la prostitución forzosa, primero en África, donde fundó Solwodi. organización. A partir de 1987 trabajó en el mismo campo en Alemania. Recibió la Orden del Mérito de la República Federal de Alemania y otros premios.

## Biografía
Ackermann nació en Völklingen el 2 de febrero de 1937  y creció en Sarrebruck. Después de terminar la escuela, fue aprendiz de banca y luego trabajó para un banco, incluido un año en París.
En 1960, Ackermann decidió unirse a la orden de las Hermanas Misioneras de Nuestra Señora de África, también conocidas como las Hermanas Blancas. Estudió idiomas, teología, pedagogía y psicología. En 1977 obtuvo un doctorado en pedagogía en la Universidad de Múnich con una tesis sobre la educación en Ruanda.
Trabajó como docente en Ruanda y Kenia, donde entró en contacto con mujeres víctimas de explotación sexual, trata de personas, turismo sexual y prostitución forzada. En 1985, junto con Fritz Köster de los Palotinos, fundó la organización Solwodi en Mombasa, que vive una vida de «solidaridad con las mujeres en dificultades». El proyecto ofrece asesoramiento y educación para ayudar a las mujeres a recuperarse. Más tarde, Ackermann fundó con Agnes Mailu un subproyecto para ayudar a las niñas, Solgidi (Solidaridad con niñas en apuros).
Después de su regreso a Alemania en 1987, fundó Solwodi Deutschland, que se convirtió en una organización que opera en 18 lugares y con asociaciones estatales en Renania del Norte-Westfalia, Baja Sajonia, Renania-Palatinado, Baviera, Baden-Wurtemberg y Berlín. Se ocupan de mujeres que llegaron a Alemania como refugiadas o inmigrantes, que han sufrido explotación sexual, prostitución forzada y matrimonio forzado. Las mujeres reciben atención social y psicológica, apoyo médico y jurídico y ayuda para encontrar trabajo y vivienda. En 2013 fue escuchada como experta en el Bundestag, donde reclamó el derecho de residencia para todas las víctimas de prostitución forzada procedentes de países no pertenecientes a la UE. Dio conferencias y dirigió Solwodi hasta los 85 años.
Ackermann aparecía sin hábito de monja, luciendo únicamente una cruz a modo de collar. Ella residía en Hirzenach, donde vivía en la antigua casa de un cura entre viñedos. Por motivos de salud, unas semanas antes de su fallecimiento se mudó a una residencia para personas mayores en Tréveris.
Ackermann falleció el 31 de octubre de 2023 a los 86 años, en un hospital de Tréveris.

## Premios
Ackermann recibió la Orden del Mérito de la República Federal de Alemania en 1996 y la Orden del Mérito de Renania-Palatinado el 29 de febrero de 2012 por su trabajo por los derechos de las mujeres. Fue galardonada con el Premio de la Paz de Augsburgo (Augsburger Friedenspreis) en 2014, y la Eine-Welt-Medaille (Medalla Un Mundo) en oro por los logros de su vida en 2019 por parte del Ministro Gerd Müller del Ministerio Federal de Cooperación Económica y Desarrollo.

## Publicaciones
- Ackermann, Lea; Fritz Köster (2007). Über Gott und die Welt Gespräche am Küchentisch (en alemán). München: Kösel. ISBN 978-3-466-36737-5. OCLC 706980569.
- Ackermann, Lea; Cornelia Filter (2009). Um Gottes Willen, Lea! mein Einsatz für Frauen in Not (en alemán). Freiburg, Br: Herder. ISBN 978-3-451-06029-8. OCLC 319862237.
- Ackermann, Lea; Mary Kreutzer; Alicia Allgäuer (2010). In Freiheit leben, das war lange nur ein Traum mutige Frauen erzählen von ihrer Flucht aus Gewalt und moderner Sklaverei (en alemán). München: Kösel. ISBN 978-3-466-30878-1. OCLC 763851859.